# Stazione di Nishi-Nyūzen
La stazione di Nishi-Nyūzen (西入善駅?, Nishi-Nyūzen-eki) è una fermata ferroviaria della cittadina di Nyūzen, nel distretto di Shimoniikawa della prefettura di Toyama, in Giappone. La struttura è gestita dalla JR West e serve la linea principale Hokuriku.

## Linee
JR West
■ Linea principale Hokuriku

## Struttura
La fermata è costituita da due marciapiedi laterali di 260 metri con due binari passanti in superficie. Le banchine sono collegate al fabbricato viaggiatori da un sovrappassaggio, e sono presenti servizi igienici, biglietteria automatica e una sala d'attesa.
| 1 | ■ Linea principale Hokuriku | per Toyama e Kanazawa  |
| 2 | ■ Linea principale Hokuriku | per Itoigawa e Naoetsu |

## Stazioni adiacenti
| 《                        | Servizio                  | 》                        |
| Linea principale Hokuriku | Linea principale Hokuriku | Linea principale Hokuriku |
| ------------------------- | ------------------------- | ------------------------- |
| Ikuji                     | -                         | Nyūzen                    |